# Ancienne Aar
L'ancienne Aar, aussi appelée la vieille Aar, est une partie de l'ancien lit de l'Aar (principal affluent du Rhin en Suisse) entre Aarberg et Büren an der Aare, avant la création des canaux d'Hagneck et de Nidau-Büren lors la correction des eaux du Jura. C’est de nos jours une réserve naturelle, principalement près de Meinisberg, où un large méandre appelé le Häftli abrite toute une faune et flore protégées (voir : La Vieille Aar ).

## Parcours
L’ancienne Aar débute au sud d’Aarberg.  Son cours passe près de Lyss et Dotzigen, pour atteindre Meienried, où, à 1,9 Kilomètre à l’ouest de Büren an der Aare, son plus large méandre, le Häftli, rejoint le canal de Nidau-Büren.
Sa longueur totale mesure 15 kilomètres, (13,1 kilomètres à vol d’oiseau). Jusqu’au Häftli, d’une largeur d’environ 5 à 7 mètres, elle coule presque en ligne droite à travers un territoire fortement boisé. Ses berges sont rendues difficiles d’accès par le foisonnement de la végétation laissée au libre cours de la nature. Sa profondeur n’est que d’environ 1,5 mètre, avec un courant d’environ 5-6 Kilomètres à l’heure. 
Un passage en kayak ou canoë est possible, mais il faut prendre en compte certains interdit, difficultés et dangers (entre autres arbres en travers).

## Le Häftli
Le Häftli est considéré faisant partie de l’ancienne Aar, bien que ce méandre (d’environ 6,8 kilomètres de long) ait déjà été en partie abandonnée par l’ancien cours de l’Aar : ses eaux presque stagnantes y avaient déjà créé une zone partiellement marécageuse avant le creusement du canal de Nidau-Büren.

## Parcours thématique des Huguenots
En septembre 1687, 111 Huguenots meurent dans un naufrage dans l'Aar. Ils fuyaient la France, à la suite de la révocation de l’édit de Nantes le 18 octobre 1685.
Le 16 septembre 2017, un tronçon de six kilomètres du chemin des Huguenots, qui en totalise 1 800, a été inauguré entre Aarberg et Lyss. Il documente cette tragédie en cinq étapes, pour finir au cimetière de la vieille église de Lyss, où 15 victimes furent enterrées.